# Lista districtelor și cartierelor din Los Angeles
Metropola Los Angeles are peste 4 milioane de locuitori, numai orașul are un număr mare de cartiere, cu o structură socială și culturală foarte diferită. Cu excepția Hollywoodului celelate zone urbane ale metropolei nu sunt oficial precis definite.  
| Nume                             | Surafața în km² | Nr. locuitori | Loc./ km² |
| -------------------------------- | --------------- | ------------- | --------- |
| Arleta - Pacoima                 | 30,84           | 98.072        | 3.180     |
| Bel Air - Beverly Crest          | 39,94           | 20.254        | 507       |
| Boyle Heights                    | 17,29           | 86.734        | 5.016     |
| Brentwood - Pacific Palisades    | 98,11           | 54.118        | 552       |
| Canoga Park - Winnetka           | 73,17           | 166.258       | 2.272     |
| Central City                     | 7,83            | 25.207        | 3.219     |
| Central City North               | 6,66            | 24.070        | 3.614     |
| Chatsworth - Porter Ranch        | 66,55           | 84.734        | 1.273     |
| Encino - Tarzana                 | 53,13           | 70.227        | 1.322     |
| Granada Hills - Knollwood        | 46,80           | 57.254        | 1.223     |
| Harbor Gateway                   | 12,97           | 39.976        | 3.082     |
| Hollywood                        | 65,24           | 210.824       | 3.232     |
| Mission Hills                    | 30,27           | 134.960       | 4.459     |
| North Hollywood - Valley Village | 27,55           | 135.882       | 4.932     |
| Northeast Los Angeles            | 62,70           | 241.403       | 3.850     |
| Northridge                       | 26,22           | 62.679        | 2.391     |
| Palms - Mar Vista - Del Rey      | 23,35           | 110.044       | 4.713     |
| Port of Los Angeles              | 16,93           | 1.948         | 115       |
| Reseda - West Van Nuys           | 31,28           | 98.964        | 3.164     |
| San Pedro                        | 29,53           | 76.028        | 2.575     |
| Sherman Oaks - Studio City       | 35,19           | 72.987        | 2.074     |
| Silver Lake - Echo Park          | 18,79           | 76.987        | 4.097     |
| South Los Angeles                | 39,90           | 260.094       | 6.519     |
| Southeast Los Angeles            | 40,73           | 254.976       | 6.260     |
| Sun Valley - La Tuna Canyon      | 52,04           | 86.391        | 1.660     |
| Sunland - Tujunga                | 56,81           | 58.228        | 1.025     |
| Sylmar                           | 33,26           | 69.623        | 2.093     |
| Van Nuys                         | 33,38           | 158.691       | 4.754     |
| Venice                           | 8,32            | 37.758        | 4.538     |
| West Adams - Baldwin Hills       | 35,25           | 172.912       | 4.905     |
| West Los Angeles                 | 18,28           | 71.944        | 3.936     |
| Westchester                      | 35,66           | 51.254        | 1.437     |
| Westlake                         | 8,20            | 106.710       | 13.013    |
| Westwood                         | 10,09           | 49.298        | 4.886     |
| Wilmington - Harbor City         | 29,54           | 75.214        | 2.546     |
| Wilshire                         | 36,19           | 292.101       | 8.071     |
| Los Angeles                      | 1.257,97        | 3.694.802     | 2.937     |